# 道の駅おおむた
道の駅おおむた（みちのえき おおむた）は、福岡県大牟田市にある熊本県道・福岡県道10号南関大牟田北線の道の駅である。
大牟田市の東端に近く、熊本県玉名郡南関町との境界から100m程度の場所に位置している。

## 歴史・概要
地元の農業振興などを目的に2000年（平成12年）に大牟田市が開設したもので、開設時の総事業費は約7.55億円であった。
資本金1.35億円のうち大牟田市が8500万円を出資したほか、地元の農業協同組合などが出資する第三セクターの「花ぷらす」が、開業時から管理・運営を受託してきた。
しかし、最盛期の2003年（平成15年）度に約78万人あった来館者が、2013年（平成25年）度には約46万人にまで落ち込んだ。
そのため、運営する第三セクターの「花ぷらす」は2009年（平成21年）度からは5年連続の赤字となり、2013年（平成25年）度決算で累積損失が1億円を突破する状況に陥った。
そこで、2015年（平成27年）4月から民間に当駅の運営を民間に移管し、第三セクターの「花ぷらす」は清算されることになった。

## 施設
- 駐車場
  - 普通車：52台
  - 大型車：6台
  - 身障者用：2台
- トイレ
  - 男：大 5器（2器）、小 10器（4器）
  - 女：12器（6器）
  - 身障者用：2器（1器）

※（）内は、24時間利用可能
- 公衆電話
- 公衆FAX
- 各種充電器
- 食堂（11:00 - 15:00〈平日〉、11:00 - 16:00〈土日祝〉）
- 物産販売所「花ぷらす館」
  - 情報コーナー

## 休館日
- 1月1日

## アクセス
- 熊本県道・福岡県道10号南関大牟田北線 - 登録路線
  - E3 九州自動車道 12 南関IC
  - 福岡県道・熊本県道5号大牟田南関線
  - 国道443号

## 周辺
- 大牟田テクノパーク
- リフレスおおむた
- 九州新幹線 新大牟田駅
- 有明海沿岸道路 大牟田北IC
- 南関町役場
- セキアヒルズ